# Maja Lisa Nenzell
Maja Lisa Nenzell, född 11 maj 1914 i Oscars församling, Stockholm, död 17 november 2009 i Valbo församling, Gävleborgs län, var en svensk målare, tecknare och grafiker.
Hon studerade på Högre konstindustriella skolan, i Stockholm 1933-1938 och vid Gerlesborgsskolan samt vid en privat målarskola i Stockholm. Separat ställde hon ut i bland annat Stockholm Sundsvall och Solna och hon medverkade i ett flertal samlingsutställningar. Bland hennes offentliga arbeten märks utsmyckningar i bland annat Stockholm, Sundsvall, Söderhamn och Härnösand. Hennes konst består av landskap och porträtt där porträtten av skådespelaren Lauritz Falk, författaren Folke Isaksson och dirigenten Gustaf Sjökvist gav henne mycket god kritik. Nenzell är representerad vid Sundsvalls museum, Statens konstråd samt i ett flertal landsting och kommuner. En minnesutställning med hennes konst visades på Galleri K 2011.